# Harmamaxa
Harmamaxa (ἁρμαμάξα o ἁρμάμαξα) è il nome greco di un carro persiano destinato al trasporto di persone, spesso di sesso femminile, mogli o concubine. Era caratterizzato dall'essere coperto da tendaggi tanto da ispirare ad Eschilo la definizione di tenda su ruote.
Le sue caratteristiche costruttive e l'utilizzo che ne veniva fatto, lo avvicinavano al romano carpentum.

## Attestazioni storiche
Il trasporto di donne e concubine e confermato da vari autori. Tra questi vi è Erodoto, quando narra della spedizione di Serse: 
(Erodoto. Storie VII, 83, 3)
L'uso era riservato anche a persone di rango di sesso maschile: lo stesso Serse, nel resoconto di Erodoto, viaggiava su un simile carro.
Viene citato anche da Senofonte, nell'Anabasi, come mezzo di trasporto della regina Epiassa, moglie del re di Cilicia la quale, raggiunto Ciro il giovane, chiede di passare in rassegna le truppe dei diecimila mercenari greci della spedizione.
Il tendaggio serviva, secondo Plutarco, a soddisfare la proverbiale gelosia dei re dell'area mesopotamica, che in questo modo nascondevano alla vista le loro mogli e concubine. Nel passo di Plutarco il carro serviva a nascondere un illustre ospite, di sesso maschile, per proteggerlo nel temerario tentativo di raggiungere Serse, il suo antico avversario:
(Plutarco. Vite parallele, Vita di Temistocle 26,1)
In Diodoro Siculo il carro è citato nella descrizione nello stesso episodio.
Viene da lui citato, anche se con il termine generico ἁρμάτων, il carro dorato che, secondo l'uso persiano, trasportava le donne appartenenti non solo alla famiglia reale, ma anche al seguito di parenti ed amici.
Fu un esemplare magnifico di questo carro, la cui costruzione richiese due anni, ad essere utilizzato per il trasporto della salma di Alessandro da Babilonia ad Alessandria.